# Teodorico, Conde de Oldemburgo
Teodorico de Oldemburgo (1380 - Delmenhorst, 14 de fevereiro de 1440) foi um senhor feudal do Norte da Alemanha, detentor dos condados de Oldemburgo, após a morte de seu irmão Cristiano VI e primo Maurício II, e posteriormente de Delmenhorst. Ele foi chamado de "Sortudo" (em alemão, Glückliche; latim, Fortunatus), já que foi capaz de garantir Delmenhorst para o seu ramo dos Oldemburgos. Teodorico foi o pai de Cristiano I da Dinamarca, que iria começar a atual dinastia do trono dinamarquês.

## Linhagem
Teodorico de Oldemburgo era filho de Cristiano V de Oldemburgo, que se tornou Conde por volta de 1398 e morreu em 1403. Sua mãe, a condessa Inês de Honstein, nasceu por volta de 1410 e morreu em 1460. Seu avô, Conrado I de Oldemburgo, que morreu por volta de 1368, deixou suas terras divididas entre o pai e tio de Teodorico, Conrado II. 
O pai de Teodorico, Cristiano V, conseguiu ganhar vantagem quando o filho de Conrado II, Maurício II, morreu em 1420.  Depois disso, a maior parte do patrimônio da família Oldemburgo estava sob o domínio do ramo de Teodorico. No entanto, a casa tinha vários ramos menores com propriedades e reivindicações, como era habitual em qualquer feudo medieval. 
Teodorico de Oldemburgo era neto de Ingeburga de Itzehoe, uma princesa da Holsácia que se casara com o conde Conrado I de Oldemburgo. Após a morte de seu único irmão, o conde Geraldo V da Holsácia-Itzehoe-Plön, em 1350, Ingeburga e seus descendentes foram os herdeiros de sua avó Ingeburga da Suécia (morta por volta de 1290, a primeira esposa de Geraldo II de Holsácia-Plön) ), a filha mais velha do rei Valdemar da Suécia e da rainha Sofia, que era a filha mais velha do rei Érico IV da Dinamarca e sua esposa Judite da Saxônia, que não tinha descendentes masculinos.  Como não havia nenhum outro descendente legítimo vivo do rei Valdemar, Teodorico era considerado o herdeiro geral dos reis Valdemar I da Suécia e Érico IV da Dinamarca. 
Teodorico sucedeu seu pai como chefe da Casa de Oldemburgo em 1403. 

## Casamentos e filhos
Durante sua infância, Teodorico casou-se com uma prima distante, a Condessa Adelaide de Oldemburgo-Delmenhorst, filha do Conde de Oldemburgo, Otão IV de Delmenhorst, por razões de sucessão e unindo os feudos hereditários.  A Condessa Adelaide, presume-se, morreu em 1404.  Em 1423, Teodorico voltou a casar-se, com Edviges de Schauemburgo (nascida entre 1398-1400 e falecida em 1436), viúva do príncipe Baltasar de Werle e filha do assassinado duque Geraldo VI de Schleswig e Holsácia e sua esposa Isabel de Brunsvique e, assim, irmã do duque reinante Adolfo VIII.  Todos os seus filhos legítimos nasceram da sua segunda esposa. 
Seu segundo casamento fortaleceu esse interesse pelas monarquias escandinavas, já que Edviges era descendente do rei Érico V da Dinamarca, do rei Haakon V da Noruega e do rei Magno I da Suécia. 
Nessa época, a Escandinávia era governada pela União de Kalmar, estabelecida pela rainha Margarida I da Dinamarca.  Em 1387, ela perdeu seu herdeiro Olavo IV da Noruega, que foi sucedido como herdeiro de Érico da Pomerânia e sua irmã Catarina, que era casada com um príncipe do Palatinado e da Baviera . 
Diz-se que Teodorico foi um pretendente rival às coroas da Suécia e Dinamarca durante o reinado de Érico VII/Érico XIII, cuja sucessão foi através de Cristóvão I da Dinamarca, o irmão mais novo do assassinado Érico IV, e através de Magno I da Suécia, irmão mais novo do rei deposto Valdemar. 
O conde Teodorico teve três filhos sobreviventes e uma filha: 
Cristiano (1426-1481); que o sucedeu como Conde de Oldemburgo e Delmenhorst, e mais tarde tornou-se rei Cristiano I da Dinamarca, Noruega e Suécia (após o depoimento de Carlos VII da Suécia), bem como Duque de Schleswig e Holsácia.  Ele fundaria a Dinastia da Casa de Oldemburgo na Dinamarca, que ainda governa até hoje. 
Maurício V de Delmenhorst (1428 a 1464); quando seu irmão mais velho se tornou rei, ele recebeu o condado de Delmenhorst. 
Geraldo VI, conde de Oldemburgo (1430-1500); dois anos depois de seu irmão mais velho ter se tornado rei, ele recebeu o condado de Oldemburgo e, dos herdeiros de seu outro irmão, também herdou Delmenhorst por volta de 1483.  O terceiro filho recebeu seu nome dos usos do clã Holsácia da mãe. 
Adelaide (1425-1475), primeiro casou-se com Ernesto III, Conde de Hohnstein (morto em 1454) e, depois, em 1474, com Geraldo VI, Conde de Mansfeld (morto em 1492). 

## Linhagem masculina de descendentes
Teodorico de Oldemburgo é um ancestral direto da família real dinamarquesa, tendo dado origem ao primeiro rei da Dinamarca da Casa de Oldemburgo, Cristiano I. Ele também é um ancestral direto da família real britânica, os pretendentes ao Reino da Grécia, da família real do Império do Brasil a família real norueguesa e os últimos czares russos de Romanov-Holsácia-Gottorp .

## Ascendência
|  |                                        |  |  |  |  |  |  |  |  |  |  |  |  |  |  |  |
|  | 16. Cristiano III, Conde de Oldemburgo |  |  |  |  |  |  |  |  |  |  |  |  |  |  |  |
|  |                                        |  |  |  |  |  |  |  |  |  |  |  |  |  |  |  |
|  |                                        |  |  |  |  |  |  |  |  |  |  |  |  |  |  |  |
|  | 8. João II de Oldemburgo               |  |  |  |  |  |  |  |  |  |  |  |  |  |  |  |
|  |                                        |  |  |  |  |  |  |  |  |  |  |  |  |  |  |  |
|  |                                        |  |  |  |  |  |  |  |  |  |  |  |  |  |  |  |
|  | 17. Edviges de Oldemburgo-Wildeshausen |  |  |  |  |  |  |  |  |  |  |  |  |  |  |  |
|  |                                        |  |  |  |  |  |  |  |  |  |  |  |  |  |  |  |
|  |                                        |  |  |  |  |  |  |  |  |  |  |  |  |  |  |  |
|  | 4. Conrado I de Oldemburgo             |  |  |  |  |  |  |  |  |  |  |  |  |  |  |  |
|  |                                        |  |  |  |  |  |  |  |  |  |  |  |  |  |  |  |
|  |                                        |  |  |  |  |  |  |  |  |  |  |  |  |  |  |  |
|  | 18. Conrado, Conde de Diepholz         |  |  |  |  |  |  |  |  |  |  |  |  |  |  |  |
|  |                                        |  |  |  |  |  |  |  |  |  |  |  |  |  |  |  |
|  |                                        |  |  |  |  |  |  |  |  |  |  |  |  |  |  |  |
|  | 9. Edviges de Diepholz                 |  |  |  |  |  |  |  |  |  |  |  |  |  |  |  |
|  |                                        |  |  |  |  |  |  |  |  |  |  |  |  |  |  |  |
|  |                                        |  |  |  |  |  |  |  |  |  |  |  |  |  |  |  |
|  | 19. Edviges de Rietberg                |  |  |  |  |  |  |  |  |  |  |  |  |  |  |  |
|  |                                        |  |  |  |  |  |  |  |  |  |  |  |  |  |  |  |
|  |                                        |  |  |  |  |  |  |  |  |  |  |  |  |  |  |  |
|  | 2. Cristiano V de Oldemburgo           |  |  |  |  |  |  |  |  |  |  |  |  |  |  |  |
|  |                                        |  |  |  |  |  |  |  |  |  |  |  |  |  |  |  |
|  |                                        |  |  |  |  |  |  |  |  |  |  |  |  |  |  |  |
|  | 20. Geraldo II, Conde de Holsácia-Plön |  |  |  |  |  |  |  |  |  |  |  |  |  |  |  |
|  |                                        |  |  |  |  |  |  |  |  |  |  |  |  |  |  |  |
|  |                                        |  |  |  |  |  |  |  |  |  |  |  |  |  |  |  |
|  | 10. Geraldo IV de Holsácoa-Plön        |  |  |  |  |  |  |  |  |  |  |  |  |  |  |  |
|  |                                        |  |  |  |  |  |  |  |  |  |  |  |  |  |  |  |
|  |                                        |  |  |  |  |  |  |  |  |  |  |  |  |  |  |  |
|  | 21. Ingeburga da Suécia                |  |  |  |  |  |  |  |  |  |  |  |  |  |  |  |
|  |                                        |  |  |  |  |  |  |  |  |  |  |  |  |  |  |  |
|  |                                        |  |  |  |  |  |  |  |  |  |  |  |  |  |  |  |
|  | 5. Ingeburga de Itzehoe                |  |  |  |  |  |  |  |  |  |  |  |  |  |  |  |
|  |                                        |  |  |  |  |  |  |  |  |  |  |  |  |  |  |  |
|  |                                        |  |  |  |  |  |  |  |  |  |  |  |  |  |  |  |
|  | 22. Niklot I, Conde de Schwerin        |  |  |  |  |  |  |  |  |  |  |  |  |  |  |  |
|  |                                        |  |  |  |  |  |  |  |  |  |  |  |  |  |  |  |
|  |                                        |  |  |  |  |  |  |  |  |  |  |  |  |  |  |  |
|  | 11. Anastácia de Wittenberg            |  |  |  |  |  |  |  |  |  |  |  |  |  |  |  |
|  |                                        |  |  |  |  |  |  |  |  |  |  |  |  |  |  |  |
|  |                                        |  |  |  |  |  |  |  |  |  |  |  |  |  |  |  |
|  | 23. Miroslava da Pomerânia             |  |  |  |  |  |  |  |  |  |  |  |  |  |  |  |
|  |                                        |  |  |  |  |  |  |  |  |  |  |  |  |  |  |  |
|  |                                        |  |  |  |  |  |  |  |  |  |  |  |  |  |  |  |
|  | 1. Teodorico, Conde de Oldemburgo      |  |  |  |  |  |  |  |  |  |  |  |  |  |  |  |
|  |                                        |  |  |  |  |  |  |  |  |  |  |  |  |  |  |  |
|  |                                        |  |  |  |  |  |  |  |  |  |  |  |  |  |  |  |
|  | 24. Teodorico II de Honstein           |  |  |  |  |  |  |  |  |  |  |  |  |  |  |  |
|  |                                        |  |  |  |  |  |  |  |  |  |  |  |  |  |  |  |
|  |                                        |  |  |  |  |  |  |  |  |  |  |  |  |  |  |  |
|  | 12. Teodorico III de Honstein          |  |  |  |  |  |  |  |  |  |  |  |  |  |  |  |
|  |                                        |  |  |  |  |  |  |  |  |  |  |  |  |  |  |  |
|  |                                        |  |  |  |  |  |  |  |  |  |  |  |  |  |  |  |
|  | 25. Sofia de Anhalt-Bernburgo          |  |  |  |  |  |  |  |  |  |  |  |  |  |  |  |
|  |                                        |  |  |  |  |  |  |  |  |  |  |  |  |  |  |  |
|  |                                        |  |  |  |  |  |  |  |  |  |  |  |  |  |  |  |
|  | 6. Teodorico IV de Hohnstein-Heringen  |  |  |  |  |  |  |  |  |  |  |  |  |  |  |  |
|  |                                        |  |  |  |  |  |  |  |  |  |  |  |  |  |  |  |
|  |                                        |  |  |  |  |  |  |  |  |  |  |  |  |  |  |  |
|  | 26. Otão I de Waldeck                  |  |  |  |  |  |  |  |  |  |  |  |  |  |  |  |
|  |                                        |  |  |  |  |  |  |  |  |  |  |  |  |  |  |  |
|  |                                        |  |  |  |  |  |  |  |  |  |  |  |  |  |  |  |
|  | 13. Isabel de Waldeck                  |  |  |  |  |  |  |  |  |  |  |  |  |  |  |  |
|  |                                        |  |  |  |  |  |  |  |  |  |  |  |  |  |  |  |
|  |                                        |  |  |  |  |  |  |  |  |  |  |  |  |  |  |  |
|  | 27. Sofia de Hesse                     |  |  |  |  |  |  |  |  |  |  |  |  |  |  |  |
|  |                                        |  |  |  |  |  |  |  |  |  |  |  |  |  |  |  |
|  |                                        |  |  |  |  |  |  |  |  |  |  |  |  |  |  |  |
|  | 3. Inês de Honstein                    |  |  |  |  |  |  |  |  |  |  |  |  |  |  |  |
|  |                                        |  |  |  |  |  |  |  |  |  |  |  |  |  |  |  |
|  |                                        |  |  |  |  |  |  |  |  |  |  |  |  |  |  |  |
|  | 28. Alberto II de Brunsvique-Luneburgo |  |  |  |  |  |  |  |  |  |  |  |  |  |  |  |
|  |                                        |  |  |  |  |  |  |  |  |  |  |  |  |  |  |  |
|  |                                        |  |  |  |  |  |  |  |  |  |  |  |  |  |  |  |
|  | 14. Magno I de Brunsvique-Luneburgo    |  |  |  |  |  |  |  |  |  |  |  |  |  |  |  |
|  |                                        |  |  |  |  |  |  |  |  |  |  |  |  |  |  |  |
|  |                                        |  |  |  |  |  |  |  |  |  |  |  |  |  |  |  |
|  | 29. Rixa de Werle                      |  |  |  |  |  |  |  |  |  |  |  |  |  |  |  |
|  |                                        |  |  |  |  |  |  |  |  |  |  |  |  |  |  |  |
|  |                                        |  |  |  |  |  |  |  |  |  |  |  |  |  |  |  |
|  | 7. Sofia de Brunsvique                 |  |  |  |  |  |  |  |  |  |  |  |  |  |  |  |
|  |                                        |  |  |  |  |  |  |  |  |  |  |  |  |  |  |  |
|  |                                        |  |  |  |  |  |  |  |  |  |  |  |  |  |  |  |
|  | 30. Henrique I de Brandemburgo-Stendal |  |  |  |  |  |  |  |  |  |  |  |  |  |  |  |
|  |                                        |  |  |  |  |  |  |  |  |  |  |  |  |  |  |  |
|  |                                        |  |  |  |  |  |  |  |  |  |  |  |  |  |  |  |
|  | 15. Sofia de Brandemburgo-Stendal      |  |  |  |  |  |  |  |  |  |  |  |  |  |  |  |
|  |                                        |  |  |  |  |  |  |  |  |  |  |  |  |  |  |  |
|  |                                        |  |  |  |  |  |  |  |  |  |  |  |  |  |  |  |
|  | 31. Inês da Baviera                    |  |  |  |  |  |  |  |  |  |  |  |  |  |  |  |
|  |                                        |  |  |  |  |  |  |  |  |  |  |  |  |  |  |  |
|  |                                        |  |  |  |  |  |  |  |  |  |  |  |  |  |  |  |

## Casa de Oldemburgo
| Teodorico, Conde de Oldemburgo Casa de Oldemburgo Nascido: 1390 Morreu: 14 de fevereiro de 1440 | |                            |
| Títulos Regionais                                                                               | |                            |
| Precedido por Maurício II                                                                       | Conde de Oldemburgo 1403 - 1440 com seu primo Maurício II (1401 - 1420) e seu irmão Cristiano VI (1403 - 1421) | Sucedido por Cristiano VII |